# エリザベート・イネ＝ヴァルガ
エリザベート・イネ＝ヴァルガ（Elizabet Inneh-Varga、1999年3月21日 - ）は、ルーマニア国籍の女子バレーボール選手。ルーマニア代表。

## 来歴

### クラブチーム
ハンガリーのブダペスト出身。ベナン出身の父をもち、父を亡くしてルーマニアで母親に育てられた。10歳のときにバレーボールを始めた。2015年、ルーマニア2部リーグのCSU Medicina Târgu Mureșへ入団し2年間プレーした。2017年、ハンガリーのFatum Nyíregyházaへ移籍。2017/18、2018/19シーズンのエクストラリーガで準優勝、2020/21シーズンはエクストラリーガで優勝を果たした。2021/22シーズンは韓国Vリーグに参戦したペッパー貯蓄銀行AIペッパーズの外国人助っ人選手として入団しプレーした。2022/23シーズンは大田KGC人参公社へ移籍し、韓国Vリーグで620得点をあげてベストスコアラー賞を受賞。その他、ベストサーバー賞、ベストオポジット賞に選ばれる活躍をみせた。2023/24シーズンはポーランドタウロンリーガのGrupa Azoty Chemik Policeと契約し、2023/24シーズンのタウロンリーガで優勝を果たした。2024年4月、トルコのBahçelievler Belediyesporとの契約に合意したことが発表された。

### 代表チーム
アンダーカテゴリーの代表として2015年のU-18欧州選手権に出場した。2023年、シニアのルーマニア代表に初選出され、同年のヨーロッパゴールデンリーグと欧州選手権に出場した。

## 人物
2023年にルーマニア国籍を取得した。

## 受賞歴
- 2020年 - ハンガリーカップ ベストスコアラー賞
- 2023年 - 韓国Vリーグ ベストスコアラー賞、ベストサーバー賞、ベストオポジット賞

## 所属クラブ
- SU Medicina Târgu Mureș（2015-2017年）
- Fatum Nyíregyháza（2017-2021年）
- ペッパー貯蓄銀行AIペッパーズ（2021-2022年）
- 大田KGC人参公社（2022-2023年）
- グルパ・アゾティ・チェミック・ポリツェ（2023-2024年）
- Bahçelievler Belediyespor（2024年-）